# Gamma Sculptoris
Gamma Sculptoris (γ Scl / HD 219784 / HR 8863) es una estrella en la constelación de Sculptor.
Con magnitud aparente +4,41, es la tercera estrella más brillante en la constelación, sólo superada por α Sculptoris y β Sculptoris.
Se encuentra a 182 años luz de distancia del sistema solar.
Gamma Sculptoris es una gigante naranja de tipo espectral K1III o G8III con una temperatura superficial de 4552 K.
Tiene una luminosidad bolométrica 74 veces mayor que la del Sol y su radio —calculado a partir de su diámetro angular de 2,13 ± 0,03 milisegundos de arco— es casi 13 veces más grande que el radio solar.
Es semejante a otras conocidas gigantes como Pólux (β Geminorum) o Wei (ε Scorpii), pero está más alejada que estas. 
Su masa es aproximadamente un 60% mayor que la del Sol y tiene una edad aproximada de 1300 millones de años.
Gamma Sculptoris tiene una metalicidad —abundancia relativa de elementos más pesados que el helio— ligeramente inferior a la del Sol ([M/H] = -0,05).
Los contenidos de aluminio, níquel y vanadio son muy parecidos a los valores solares, pero sodio y silicio son más abundantes que en nuestra estrella.